# 信濃岳夫
信濃 岳夫（しなの たけお、1981年6月21日 - ）は、日本のお笑いタレント、喜劇俳優である。吉本新喜劇の座員、リーダー。兵庫県宝塚市出身、大阪府在住。既婚者。

## 人物
- 祖父は『白い巨塔』に登場する鵜飼教授のモデルとなった元大阪大学医学部長山村雄一[1]。
- 兵庫県立宝塚西高等学校卒。身長175cm、体重60kg。血液型A型。趣味は旅行、ビリヤード、けん玉、野球、テニス、竹馬。
- コマ回しとハンドフルートが得意で新喜劇の舞台でも披露している。
- 好きな食べ物はざるそば。嫌いな食べ物は大豆。
- 太田芳伸と仲が良い[1]。
- 自分では性格を「優柔不断なので周囲の意見を出来るだけ聞くが、決めたことはやる」と評している。
- 自身のツイッターでは「新喜劇通信」と題しベテランから若手に関する日常のエピソードを明かしている。
- シンガーソングライターで、現在は神戸新聞社に勤務している信濃将富とは従兄弟である。
- 次期座長の声も高い[2]と言われている。

## 略歴
吉本総合芸能学院第25期生。2006年に吉本新喜劇の金の卵オーディションを受け合格し、入団。2016年、10年後の吉本を背負って立つ芸人の育成を目的にし、持ち回りで若手芸人1人に座長を任せる目的で企画された舞台「吉本新喜劇2026」にて、第1回目の座長に抜擢された。また、同年4月に開催された「東京グランド花月」にも出演した。
2017年5月26日になんばグランド花月で開催された単独公演「オレの新喜劇」を開催。2017年6月20日、諸見里大介と組んで初の通常公演で「仮座長」として出演。また7月・8月と祇園花月でも「仮座長」公演を1週間務めた。以降も不定期で仮座長として出演中。
2018年夏、よしもと西梅田劇場で開催の《夏休み！わらうめだ祭》のキャンペーンで西梅田ボーイズを結成。メンバーは清水けんじ・吉田裕・信濃岳夫・諸見里大介。
2019年3月1日、吉本新喜劇60周年を迎え、清水けんじ・吉田裕・諸見里大介らとともに【吉本新喜劇リーダー】に就任。2019年5月になんばグランド花月で行われたリーダー公演「恩返しは突然に」が同年7月にMBSテレビにて放送。吉本新喜劇の4リーダー(清水けんじ・吉田裕・信濃岳夫・諸見里大介)のLINEスタンプ「吉本新喜劇4リーダースタンプ」が2019年8月24日より販売開始。
吉本新喜劇・金原早苗とやっている小泉進次郎と滝川クリステルのモノマネで「ザ・細かすぎて伝わらないモノマネ(2019.12.14OA)に出演。石橋貴明から「優勝候補」と言われ大きな反響を呼び、準優勝。2019年12月「小泉夫妻チャンネル」というYouTubeチャンネルをスタート。
2020年11月25日 自身のTwitterにて一般女性との入籍を発表。

## 出演

### テレビ番組
- よしもと新喜劇（毎日放送）